# Jordan Orr
Jordan Orr (* 5. Januar 1995 in Sarasota, Florida) ist ein US-amerikanischer Filmschauspieler und Synchronsprecher.
Er ist das jüngste von vier Kindern von Michael und Donna Orr. Seine ältere Schwester Ashley Rose ist ebenfalls Filmschauspielerin. Seine Arbeit begann zunächst als Synchronsprecher für zwei Anime-Fernsehserien, ehe sein Filmdebüt 2003 in einer Episode der Gilmore Girls erfolgte. Seit diesem Zeitpunkt steht Orr, der heute in Los Angeles lebt und dort auch die Schule besucht, in unterschiedlichen Fernsehserien vor der Filmkamera.

## Filmografie
- 1984: Nausicaä aus dem Tal der Winde (Kaze no Tani no Naushika, Sprechrolle)
- 1994: Pom Poko (Heisei Tanuki Gassen Pompoko, Sprechrolle)
- 2003: Für alle Fälle Amy (Judging Amy, Fernsehserie, Episode 5x03)
- 2003: Gilmore Girls (Fernsehserie, Episode 4x03 Partyservice)
- 2003: Carnivàle (Fernsehserie, 2 Episoden)
- 2004: Arrested Development (Fernsehserie, Episode 1x11 Öffentlichkeitsarbeit)
- 2004: Die Kühe sind los (Home on the Range, Sprechrolle)
- 2004: Malcolm mittendrin (Malcolm in the Middle, Fernsehserie, Episode 5x16)
- 2004: She Spies – Drei Ladies Undercover (She Spies, Fernsehserie, Episode 2x18)
- 2004: The Bernie Mac Show (Fernsehserie, Episode 4x02)
- 2004: Still Standing (Fernsehserie, Episode 3x05)
- 2004: Star Trek: Enterprise (Fernsehserie, Episode 4x05 Cold Station 12)
- 2004: A Boyfriend for Christmas (Fernsehfilm)
- 2004: Die wilden Siebziger (That ’70s Show, Fernsehserie, Episode 7x11)
- 2005: Emergency Room – Die Notaufnahme (ER, Fernsehserie, Episode 11x13 Zwischen den Stühlen)
- 2005: The Devil’s Rejects
- 2005: Thank You for Smoking
- 2006: Bambi 2 – Der Herr der Wälder (Bambi II)
- 2006: Ab durch die Hecke (Over the Hedge, Sprechrolle)
- 2006: The TV Set
- 2006: Lucas, der Ameisenschreck (The Ant Bully, Sprechrolle)
- 2006: Seraphim Falls (Sprechrolle)
- 2007: Triff die Robinsons (Meet the Robinsons, Sprechrolle)
- 2007–2008: Meister Mannys Werkzeugkiste (Handy Manny, Fernsehserie, 2 Episoden)
- 2008: The Strangers (Sprechrolle)
- 2008: Roadside Romeo (Sprechrolle)
- 2009: The Macabre World of Lavender Williams (Kurzfilm)
- 2009: Bones – Die Knochenjägerin (Bones, Fernsehserie, Episode 5x09 Heute: Leiche in Öl)
- 2010: A Very Mary Christmas (Expecting Mary)
- 2014: Shameless (Fernsehserie, Episode 4x07)